# WL1 (sovvagn)
WL1 är en svensk sovvagn av 1960-talstyp byggda av Kalmar Verkstads AB (KVAB) mellan åren 1964 och 1965. Vagnarna har 10 kupéer, vid ombyggnad 1996–1997 tillkom också duschrum på bekostnad av den tidigare elfte kupén. Vagntypen är den enda av 1960-talstyp som fortfarande finns kvar i trafik hos SJ.
Ursprunglig nummerserie 5013–5037, samtliga vagnar utom 5018, 5020 och 5026 finns kvar i trafik. Vagnarna 5020 och 5026 har skrotats efter olyckor under 1970-talet. Vagn 5018 skrotades under slutet av 2010-talet efter att länge ha stått avställd med fukt och mögelskador.